# The Chinnocks
The Chinnocks – grupa osad w Anglii, w hrabstwie Somerset, w dystrykcie (unitary authority) Somerset. Obejmuje East Chinnock, West Chinnock i Middle Chinnock. Miejscowości leżą 60 km na południe od miasta Bristol i 193 km na zachód od Londynu. W 2002 liczyły 546 mieszkańców.